# Tradizionista
Il tradizionista, ovvero il muḥaddith, è colui che nella cultura islamica si fa latore di un'informazione riguardante la religione, la storia o il diritto islamico, attraverso una narrazione rilevante sotto il profilo giuridico (ḥadīth).

## Storia
L'oralità del periodo preislamico, con la sua diffidenza per tutto quanto era scritto (e, quindi, più facilmente falsificabile), impose che il controllo della veridicità di un fatto si basasse su un'accettabile logica interna ma, assai di più, sull'autorevolezza e la buona nomea del trasmettitore dell'informazione.
Si impose quindi, a partire dal III secolo dell'Egira (equivalente al IX secolo d. C.) il principio che, nel trasmettere un corpus testuale (matn ), esso fosse preceduto da una catena (silsila ) di persone di buona fama, di buona moralità, di buona memoria e di contatto fisico e linguistico con chi gli aveva trasmesso quella data informazione.
La catena (che risale all'indietro, generazione dopo generazione, fino a chi aveva per primo enunciato e trasmesso a un suo contemporaneo, a voce o per iscritto, un certo fatto) forniva così l'indispensabile puntello ( isnād ) per poter certificare il contesto informativo.
Ai libri, quindi, che inizialmente erano redatti per argomento (Sunan ), si affiancarono i Musnad che si occupavano dell'isnād.
L'esame dell'affidabilità dei tradizionisti sviluppò studi biografici (‘ilm al-rijāl, o "scienza degli uomini") che dettero grande contributo all'affermarsi delle discipline storiche.